# Tumidocarcinus
Tumidocarcinus foi um gênero de caranguejo que viveu no período Mioceno. Tumidocarcinus provavelmente era um predador de moluscos.